# 田中好子
田中 好子（たなか よしこ、1956年〈昭和31年〉4月8日 - 2011年〈平成23年〉4月21日）は、日本の女優、歌手であり、元キャンディーズのメンバーである。本名：小達 好子（）、旧姓︰田中。愛称は、スー。

## 経歴

### デビューまで
東京都足立区梅田で田中屋釣具店を営む田中幸治・タケ夫妻の次女として生まれる。その愛らしいルックスに反して、子供の頃は男の子をいじめるような腕白振りでガキ大将的な存在だったという。千寿第五小学校4年生の時、町内の民謡研究会に入り、発表会で「ソーラン節」等を披露。後の才能の片鱗を窺わせる。足立区立第四中学校、東京成徳高校を経て、芸能活動で多忙だった（後述）が1975年19歳の頃に東京成徳短期大学に入学し、その後卒業。
1969年（昭和44年）、渡辺プロダクションが経営する東京音楽学院に入学。入学後、スクールメイツのメンバーに選抜される。同期生には伊藤蘭・太田裕美らがいた。1972年10-12月、日本テレビ系のヒーロー作品『突撃! ヒューマン!!』に新聞記者・星山ルミ子役で出演。

### キャンディーズ
1972年（昭和47年）、NHKの歌番組『歌謡グランドショー』のマスコットガールのオーディションに伊藤蘭、藤村美樹とともに合格。3人組は「キャンディーズ」と命名され、マスコットガール兼アシスタント（椅子・マイク運び・代理音合わせ）として活動。この年の紅白歌合戦で、橋幸夫（曲は「子連れ狼」）のバック・コーラスや、南沙織（曲は「純潔」）のバックダンサーを務めた。
1973年（昭和48年）9月1日、キャンディーズとして「あなたに夢中」で歌手デビュー（コーラスパートはメゾソプラノ）。ニックネームは「スーちゃん」（好子の“好”という字が「すき」の「す」であるため）。キャンディーズのメンバーでは最年少であった。伊藤や藤村からはスーさんと呼ばれていた。
デビュー曲の「あなたに夢中」から4曲目の「なみだの季節」までは、歌唱力を評価されてキャンディーズ初期のセンター位置のリードボーカルを担当した。その間はヒット曲に恵まれず、その後5曲目の「年下の男の子」以降殆どは、メインボーカルを伊藤に譲り、向かって右の立ち位置でコーラスを務めた。
1977年（昭和52年）以降は、歌手としてだけではなく、作詞作曲（共作を含む）も行う。作品に「LOVE ME LOVE ME」「ミッドナイト・ハイウェイ」「私の彼を紹介します」「季節の別れ」「一番星さん」「なんとなく」「午前零時の湘南道路」「PLEASE COME AGAIN」「いけない人」「土曜日の夜」がある。
1978年（昭和53年）4月4日、キャンディーズの解散により芸能界を引退。

### 芸能界復帰の経緯
1980年（昭和55年）、芸能界に復帰。1984年1月21日、ソロシングル『カボシャール』、ソロアルバム『好子』を発表。その後は女優として活躍した。ちなみに復帰会見では、あるリポーターから「普通の女の子に戻れなかった？」と意地悪な質問をされ、本人は「私、普通なんだけどな」と答えたという。
芸能界復帰の理由としては、骨肉腫で闘病生活を送っていた6歳下の実弟が田中の復帰を強く希望していたことや、萩本欽一の著書「欽ちゃんつんのめり」を読み感銘を受けて、萩本の家を直接訪問し、事情を聞いた萩本から「弟さんのために芸能界でもう一度一等賞を獲って、弟さんを喜ばせてやろうよ」と励まされたことなどがある。萩本の家は偶然にも藤村美樹の家の隣であった。萩本の協力により、1980年5月の復帰会見を経て、7月の「欽ちゃんのどこまでやるの!?」にて正式復帰を果たした。しかし、田中の芸能界復帰を誰よりも喜んでいた実弟は、田中が復帰を果たした翌年に19歳でこの世を去り、田中が後述の各主演女優賞を実弟に見せることは叶わなかった。

### 女優業
1980年（昭和55年）4月から12月まで、田中を主人公のモデルとしたアニメ『スーキャット』（東京12チャンネル）が放送された。同年のドラマ『虹子の冒険』で本格的に女優活動を始め、さらに映画『土佐の一本釣り』で映画主演デビューも果たす。
デビュー前は歌やダンスのレッスンは受けたが演技の勉強はしていなかったため、復帰直後は女優業に不安を感じていた。当時、撮影現場ではよく女性マネジャーに「私の芝居を見ていてほしい」と告げてリハや本番で演技した後、自身の演技に対する意見を求めていた。その後一つ一つの役を全力で演じ、周りから徐々に女優として認められたことで自信に繋がった。
映画では1989年（平成元年）に公開された『黒い雨』で、主役・「高丸矢須子」役を演じ、日本アカデミー賞・ブルーリボン賞・キネマ旬報賞・毎日映画コンクール・報知映画賞などで主演女優賞を受賞。日本アカデミー賞などでは作品に対しても大賞を受賞し、第42回カンヌ国際映画祭のコンペティション部門で上演された。原爆症の表現のため、入浴シーンで体の変化を表現するために敢えてヌードを披露し話題を呼んだ。この頃から演技派女優としての地位を固め始める。
テレビドラマでは、1983年（昭和58年）から1984年（昭和59年）の連続テレビ小説『おしん』のおしんの養女役や、ドラマ23「いまさら、初恋」で好演、映画では2003年の『鏡の女たち』、2007年の『0からの風』や『親父』などで主要キャストに扮した。また、1993年（平成5年）に主演したドラマ『秋の駅』（フジテレビ）では、放送文化基金演技賞を受賞した。
演技においては、難しい役やクセのある役の方がやっていて面白いといい、「普通」を演じることが一番難しいと述べている。

### 「揖保乃糸」のCM出演
1992年（平成4年）にそうめん「揖保乃糸」のCMキャラクターとなり、以後2011年4月分まで担当した。田中の死後、「揖保乃糸」を手掛ける兵庫県手延素麺協同組合は公式サイトで長年CM出演を担当した彼女への感謝の言葉と共に、「田中好子さんには永遠に“揖保乃糸”を見守っていただきたい」とのコメントを発表した。

### 私生活と母親役に関して
1991年（平成3年）5月21日、以前より親交のあった夏目雅子の実兄で実業家の小達一雄と結婚。田中は初婚だったが、小達は3度目の結婚であった。挙式・披露宴には、両家の親族や田中のプロダクション関係者らごく内輪の人たちだけが出席した。
田中には継娘が居たが、自身に子供は生まれなかった。しかし、女優としては母親の役を当てられることが多く、1994年（平成6年）の『家なき子』（日本テレビ）、1998年（平成10年）の『神様、もう少しだけ』（フジテレビ）、2001年（平成13年）の連続テレビ小説『ちゅらさん』などでは主役（またはヒロイン）の母親役を演じた。田中の子供役として共演経験のある俳優は男22人、女25人で合計47人にも上る。田中の葬儀の際、夫の小達は「（好子は）22男25女、合わせて47人もの子供に恵まれた。好子はそのすべての子供たちを心の底から愛していました」と言い、その名母親役ぶりを称えた。

### 福祉活動
女優以外にも、夫の小達一雄が夏目雅子の実兄であることより、1993年に設立された『夏目雅子ひまわり基金』の活動への参加、厚生労働省の公衆衛生審議会委員、国立国際医療センター顧問を務めた。また、1996年（平成8年）にはエイズ予防財団及び日本エイズストップ基金協力委員を務め、2000年（平成12年）に同基金運営委員に就任した。ちなみにこの活動が田中の起用理由かは不明だが、先述のドラマ『神様、もう少しだけ』では、HIV感染をテーマとしている。

### 19年間の闘病と死
結婚翌年の1992年に乳癌が見つかり、幾度か再発を繰り返したが、いずれも早期発見で秘密裏に治療を受けながら芸能活動を続けていた。これらの事実は、田中の死去直後の記者会見において、夫の小達により初めて公式に明らかにされた。闘病の事実は親族のみに伝えられ、盟友である伊藤蘭と藤村美樹ですら、伝えられたのは死の約3年前で、共演者には一切明かされていなかったという。
2010年（平成22年）10月に十二指腸潰瘍を患い、その治療のため絶食したことで体力・免疫力が低下、乳がんが再発。結果として、このときの絶食が田中の容態を最終的に大きく悪化させる原因となった。2011年（平成23年）2月に、がん細胞組織が急激に増殖するラッシュ状態となり、肺や肝臓にもがんが転移した。
2011年（平成23年）3月14日、夫が「ゴールデンウィークは越せないかもしれない」と余命を伝えたところ、「こんな事をあなたに言わせてしまってごめんね」と夫を気遣い、「私は大勢の人に支えられて生きてきたので、みなさんにお礼が言いたい」と話したため、3月29日午後、夫とマネージャーが立ち会い、葬儀の際に流されたメッセージが病室のベッドのリクライニングを起こした体勢で録音された。
4月21日午後7時4分頃、懸命の治療も甲斐なく、国際医療福祉大学三田病院にて死去。55歳没。誕生日のわずか13日後だった。長年の盟友だった伊藤蘭と藤村美樹は、田中が危篤状態になった際、「2人とも家族同然だから」という親族の計らいで病室に呼ばれ、田中が息を引き取るまで、7時間にもわたって田中の名前を呼び続けていたという。

### 葬儀
通夜は4月24日、葬儀・告別式は翌25日に青山葬儀所でそれぞれ営まれた。棺と葬儀場の絨毯は田中のキャンディーズ時代のイメージカラーだった青で彩られた。戒名は、春芳院妙純日好大姉。
葬儀では藤村美樹が「私たちは永遠にキャンディーズだから」と語りかけ、伊藤蘭は「もう一度だけでいいから、（キャンディーズの）3人で逢いたかった」と涙を堪えながら弔辞を読んだ。
葬儀の最後の喪主の挨拶の中で、本人のラストメッセージとなる肉声録音テープ（約3分20秒）が流された。映画の撮影を模した形でテープが公開され、テープが流される前及び流された後に、夫がカチンコを鳴らしたり撮影の掛け声を掛けた。その後、棺に花を入れていく「最後の別れ」は、一般より長い40分続いた。出棺の時には、キャンディーズ時代のデビュー曲「あなたに夢中」が流される中、日本キャンディーズ協会のメンバーなどが霊柩車に向けて、青いテープを投げ入れ最後の別れを告げ、遺体は品川区の桐ヶ谷斎場で荼毘に付された。

### 没後
田中の訃報に、『家なき子』で共演した安達祐実をはじめ、NHK連続テレビ小説『ちゅらさん』で共演した国仲涼子や毎日放送制作ドラマ『筆談ホステス』で共演した北川景子など、田中と映画、ドラマ等で共演した多くの俳優・女優をはじめ、長年のキャンディーズフリークとして知られている当時自由民主党政務調査会長の石破茂などが追悼の辞を発表している。
2011年（平成23年）7月6日放送の徹子の部屋では、追悼特集（番組への出演歴がある故人）として田中の特集も放送され、黒柳は言葉を詰まらせながら田中との思い出を語っていた。田中の盟友である伊藤蘭の娘・趣里は、2011年8月1日、女優デビュー後初の記者会見の場で、尊敬する女優として田中の名を挙げ、「私もスーちゃんのような女優さんになりたいです」と語った。
死去から1年となる1日前の2012年4月20日に一周忌を追悼する『独占秘話！初公開！秘蔵映像田中好子最後の180日〜スーちゃんが愛する人に残したメッセージ〜』がフジテレビ系列で放送された。ラストシーンは「私たちは春が来るたびにあなたのことを思い出すに違いない」と締めくくられた。ナレーションは遠藤憲一が務めた。

## エピソード
- 中学校で3年間隣りの席だった男の子に初恋。相思相愛の関係になるも、初デートで相手が時間を間違えて現れず傷付き、失恋したという。
- 2003年にNHK『趣味悠々』の「鶴太郎流墨彩画塾」への出演を通じて墨彩画に出会った。同番組で俳優で墨彩画家でもある片岡鶴太郎に描き方を教わると、出演終了後も師事して教わるようになる。ロケ先にも画材専用のトランクを携行する程の入れ込みようであった[32]。それ以降身の回りの物を中心に100点以上の絵を描き残したという[10]。
- キャンディーズ解散後も年に1度は必ず元メンバーたちで集まっており[14]、伊藤蘭の夫である水谷豊は、「キャンディーズの3人が家（水谷邸）に集まって長い時間談笑しているんだよ」と語っていた[33]。
- 1979年（昭和54年）に放送されたアニメ『スーキャット』の登場キャラクター「スー」、『おじゃる丸』の登場キャラクター「タナカヨシコ」、『しゅごキャラ!』の登場キャラクター「スゥ」のモデルである。[要出典]
- 怪獣映画『モスラ』[12]とザ・ピーナッツが演じた小美人のファンであり、ザ・ピーナッツに憧れて歌手になった[10]。また、『今夜は最高!』のゲスト出演時には平田昭彦と共に怪獣を題材にしたコントにも出演し「モスラの歌」を歌唱したほか[34]、後に製作された映画『ゴジラvsビオランテ』『ゴジラvsモスラ』にも出演している。特に『vsモスラ』は2シーンのみの出演だが、モスラ映画に出演したいという本人の熱望によるものであった[35][36][37]。『vsビオランテ』へは、監督の大森一樹から「ゴジラも『黒い雨』も原爆に関する映画だから」と伝えられた[38]。幼少期には怪獣映画を好んでいたといい、自身が楽しませてもらったという思いから出演するにあたっては観客に楽しんでもらいたいという気持ちであったと述べている[12]。
- 『ゴジラvsビオランテ』で共演した三田村邦彦は、田中について明るく裏表のない人物であったと評している[39]。同じく共演者の小高恵美は、控室で三田村が「何か歌ってほしい」と要望したところ、田中は「年下の男の子」や「春一番」などを振り付きで歌っていたと証言している[40]。
- 2006年（平成18年）11月24日、『はなまるマーケット』の「はなまるカフェ」にゲスト出演。岡江久美子とは1984年（昭和59年）の『金曜日の妻たちへII 男たちよ、元気かい?』で共演して以来、22年ぶりに顔を合わせた。薬丸裕英とは、「一世を風靡した元売れっ子3人組アイドル」という共通点に、芸歴20年以上を持つが、その時が初対面であった。しかし、「なんか初めてお逢いしたようには思えないんですけどねぇ……」と語った[出典無効]。
- 後年病気治療の影響から女優業をする時などにウィッグを着用するようになった。ある作品で母子役で共演して以降プライベートでも親しくなった上地雄輔に、ある日ウィッグの着用を気付かれた。病気のことを全く知らない上地から「なんでウィッグなんてかぶるんだよ。普通の髪型の方がいいよ」と言われた。しかし田中は嫌な顔一つせず、「そう？今、流行ってるのよ？フフ」と笑顔で返したという[41]。
- ドラマ『神様、もう少しだけ』のリハーサルでは、珍しく演技に手を抜いた[14]。これに気づいた田中のマネジャーが理由を尋ねたところ、娘役の深田恭子が本作までドラマの経験がほとんどなく、リハーサルで役に入りすぎて本番で力が抜けてしまうことがあった。このため田中はわざとリハの芝居で手を抜くことで、深田が本番にピークを持っていけるようにしていることを打ち明けられたという[14]。
- ドラマ『筆談ホステス』では、聴覚障害のあるヒロインの母親役を演じており、プロデューサー・志村彰が田中の起用について以下のように語っている[14]。「本作の母親には、娘に厳しいセリフを言っても視聴者に嫌悪感を抱かせないような演技が求められました。思いやりゆえの厳しさです。この役が務まるのは、心に秘めた優しさのある田中さんしかいないと思い出演を依頼しました」[14]。
- 『筆談ホステス』の撮影現場では、いつも温かみのある田中の存在のおかげでキャストもスタッフも不思議と和気あいあいとなった[14]。また、撮影時間が押した時など場の雰囲気が悪くなりそうになると、さり気なく「みんな、頑張ろうね」と声をかけていたという[14]。
- 志村によると、田中とは上記以外にも何度か共演し、仕事終わりに時々スタッフ・共演者数人でカラオケに行くことがあった。その都度田中は『微笑がえし』などを数曲振り付きで歌ってくれたが、彼女はいつもキャンディーズの歌しか歌わなかったという[14]。
- 2004年のドラマ『ちゅらさん3』では、沖縄のロケ撮影の合間に、長縄跳びをする小浜島の子供たちに混じって飛び入り参加し、気取らない気さくな一面を見せた[14]。

## 家族
夫はスイート・ベイジル会長など務めた実業家・小達一雄。連子の女優の楯真由子は継娘、女優の夏目雅子は義妹、プロゴルファーの小達敏昭は義弟、宝塚歌劇団月組男役の風間柚乃は義姪、作曲家の田中俊亮は甥に当たる。継子の楯真由子のことを実の娘のように可愛がっており、どこに行くにも一緒で、学校行事にも積極的に参加し、非常に仲の良い母子だったという。また、夏目雅子とは親友でもあった。

## 出演作品

### テレビドラマ
- 突撃!ヒューマン!!（1972年、日本テレビ） - 星山ルミ子 役[注釈 12]
- 大河ドラマ（NHK総合）
  - おんな太閤記（1981年） - しの 役
  - 徳川家康（1983年） - あやめ 役
  - 翔ぶが如く（1990年） - 喜久 役
- 連続テレビ小説（NHK総合）
  - おしん（1983年 - 1984年） - 田倉初子 役
  - 心はいつもラムネ色（1984年 - 1985年、NHK大阪） - メス・ワカナ 役
  - 君の名は（1991年 - 1992年） - 西崎悠起枝 役
  - 走らんか!（1995年 - 1996年、NHK大阪） - 浦田小夜子 役
  - ちゅらさん（2001年） - 古波蔵勝子 役
    - 月曜ドラマシリーズ「ちゅらさん2」（2003年）
    - 月曜ドラマシリーズ「ちゅらさん3」（2004年）
    - ちゅらさん4（2007年1月13日・20日）
- 虹子の冒険（1980年、テレビ朝日） - 瀬戸かおり 役
- 木曜ゴールデンドラマ「新・哀しみは女だけに」（1981年4月16日、読売テレビ）
- 愛のホットライン（1981年、フジテレビ）
- 緑山スタジオ開局記念番組 「ぼくらの時代」（1981年、TBS・木下プロ）
- 花王名人劇場「名物タクシー奮戦記」シリーズ（1981年10月11日、1982年4月25日・6月6日・7月25日・11月7日、1983年3月20日・5月22日、関西テレビ）
- 雄気堂々・若き日の渋沢栄一（1982年1月3日、NHK総合）
- 女優シリーズ「妻たちは」（1982年5月14日、フジテレビ）
- あっけらかん（1982年、日本テレビ） - 石塚由美 役
- 幸福の黄色いハンカチ（1982年、TBS） - 幸子 役
- ザ・サスペンス「娘たちの復讐・日本国憲法殺人事件」（1982年9月25日、TBS）
- さらば女ともだち（1983年、テレビ朝日）
- 土曜ワイド劇場（テレビ朝日）
  - 「殺された女医」（1983年3月5日）
  - 「誰もが信じられない!」（1983年6月11日）
  - タロット日美子シリーズ「アルプス秘湯推理旅行」（1990年4月28日） - 主演 二階堂日美子 役
  - 「離婚したい女たち（1995年6月3日）
- 東芝日曜劇場「結婚式とは」（1983年5月1日、TBS）
- 大奥 第8話「偽れる唇」（1983年、関西テレビ） - お優 役
- 銀河テレビ小説（NHK総合）
  - 「今ぞ恋しき」（1983年） - 佐原峰子 役
  - 「親の出る幕」（1988年）- 加藤真弓 役
- 最後の航海（1983年12月14日、札幌テレビ）
- 愛の桟橋（1984年2月19日、中部日本放送）
- 金曜日の妻たちへII 男たちよ、元気かい?（1984年、TBS） - 川久保由利 役
- 瑠璃色ゼネレーション（1984年、日本テレビ） - 深町さえこ 役
- 親戚たち（1985年、フジテレビ）
- 月曜ワイド劇場「さりげらしく結婚」（1986年1月13日、テレビ朝日）
- 私の可愛いひと（1986年、フジテレビ）
- 現代怪奇サスペンス「怖い贈り物」（1986年7月14日、関西テレビ）
- 森繁久彌シリーズ「おやじのヒゲ（1986年10月29日、TBS）
- 白虎隊（1986年12月30日・12月31日、日本テレビ・ユニオン映画） - 山本八重子 役
- ウエディングベルを鳴らすのは誰!?（1986年11月7日、フジテレビ）
- 銭形平次（1987年、フジテレビ） - お桂 役
- みんなマドンナ（1987年、日本テレビ） - 奈保美 役
- いまさら、初恋（1989年、TBS） - 尚子 役
- 水曜グランドロマン「優しい報復」（1989年4月19日、日本テレビ） - 郁江 役
- 泥棒に手を出すな!（1990年、テレビ東京） - 今野真弓 役
- 金曜ドラマシアター・終戦記念スペシャル「NASA〜未来から落ちてきた男〜」（1991年8月23日、フジテレビ） - 橋口由美子 役
- 風車の浜吉捕物綴（1992年、フジテレビ）
- 闇を斬る!大江戸犯科帳（1993年3月～12月、日本テレビ・ユニオン映画） - 一色きよ 役
- 金曜ドラマシアター「秋の駅」（1993年3月5日、フジテレビ） - 主演・美代子 役※福島テレビ開局三十周年記念作品。第19回放送文化基金賞演技賞受賞、および同優秀賞受賞作品[47]。
- 憎しみに微笑んで（1993年、TBS）- 菅原啓子 役
- 土曜グランド劇場「家なき子」（1994年 - 1995年、日本テレビ） - 相沢陽子 役
- 火曜サスペンス劇場（日本テレビ）
  - 「六月の花嫁シリーズ4 幸福」（1994年6月28日） - 主演
  - 「海の道」（1999年4月13日） - 則子 役
  - 「妻たちの戦争」（2000年7月11日） - 今井佳子 役
  - 「凍えるキリン」（2001年2月6日） - 三枝陽子 役
  - 「あのひとの髪」（2001年5月8日） - 秋島杏子 役
  - 「料理講師奥瀬かほり 柳川～沖縄、犬は知っていた」（2003年9月2日、日本テレビ） - 奥瀬かほり 役
  - 「四国八十八か所逃亡巡礼」（2004年8月17日、日本テレビ） - 小久保千秋 役
- 月曜ドラマシリーズ「冬の訪問者」（1994年、関西テレビ）
- 金曜エンタテイメント（フジテレビ）
  - 「息子よ甦れ!!」（1995年1月27日）
  - 「ざけんなヨ!!9」 私を旅行に連れてって!?（1995年10月27日） - 野茂田マチ子 役
  - 「天使の歌声 〜小児病棟の奇跡〜」（2002年8月9日） - 小笠原淑恵 役
  - 「神様、何するの」（2003年12月5日） - 吉井幸子 役
- 土曜ドラマ「刑事 蛇に横切られる」（1995年7月1日、NHK総合）
- お助け信兵衛人情子守唄（1995年7月25日、日本テレビ） - およし 役
- 花嫁は16才!（1995年、テレビ朝日）
- 日中共同制作ドラマ 「大地の子」（1995年、NHK総合） - 松本タキエ 役[48]
- 特集ドラマ 「鳥帰る 故郷の母に会いたい」（1996年5月4日、NHK総合）[注釈 13] - 田口麻美 役
- 月曜ドラマ・イン「ふたり 〜Wherever You Are〜」（1997年、テレビ朝日） - 北尾治子 役
- ビーチボーイズ 第10話、第12話（1997年、フジテレビ） - 和泉慶子 役
- ドラマ新銀河「この指とまれ2」（1997年、NHK大阪） - 上田静香 役
- 土曜ドラマ 「風になれ鳥になれ」（1998年、NHK総合）
- 飛んで火に入る春の嫁（1998年、テレビ東京） - 大高夏子 役
- 神様、もう少しだけ（1998年、フジテレビ） - 叶野弥栄子 役
- 水曜ドラマの花束「ふたつの愛」（1998年、NHK大阪） - 伊野原雪子 役
- てっぺん（1999年、テレビ朝日） - 加賀冴子 役
- NHKドラマ館「終のすみか」（1999年10月16日、NHK大阪） - 山本佳菜子 役
- 女と愛とミステリー「最後に愛を見たのは」（2001年4月1日、テレビ東京 / BSジャパン） - 森口冴子 役[50]
- プラトニック・セックス（2001年9月24日・9月28日、フジテレビ） - 須川雪枝 役
- 本家のヨメ（2001年、読売テレビ） - 山田春子 役
- 老いてこそなお（2003年11月25日、NHKハイビジョン） - 山越美佳 役
- スペシャルドラマ「銀河鉄道に乗って」（2004年9月12日、中部日本放送） - 各田雅美 役
- テレビ朝日開局45周年記念企画 月曜時代劇「忠臣蔵」（2004年、テレビ朝日） - 大石りく 役
- TBSテレビ開局50周年記念ドラマ特別企画 水曜プレミア「赤い疑惑」（2005年、TBS） - 大島敏江 役
- NHK金曜時代劇「華岡青洲の妻」（2005年、NHK総合） - 華岡於継 役
- 水曜ミステリー9「二つの嘘 同窓会殺人事件」（2005年、テレビ東京）[注釈 14] - 早瀬咲子 役
- 冬のドラマスペシャル「柳川・雲仙〜想い出の郷土料理〜」（2005年12月26日、日本テレビ） - 奥瀬かほり 役
- 瞳スーパーデラックス（2006年8月26日、福岡放送）
- たったひとつの恋（2006年、日本テレビ） - 月丘みつこ 役 ※特別出演
- 火曜ドラマゴールド「私の頭の中の消しゴム」（2007年3月13日、日本テレビ） - 香野あづさ 役
- よろずや平四郎活人剣（2007年、テレビ東京） - 神名里尾 役
- ひまわり〜夏目雅子27年の生涯と母の愛〜（2007年9月16日、TBS）[注釈 15] - 銭神信子 役※特別出演
- パナソニックドラマスペシャル「彗星物語」（2007年12月3日、TBS） - 城田敦子 役
- 水曜ミステリー9・松本清張特別企画「不在宴会-死亡記事の女」（2008年2月20日、テレビ東京） - 魚住早紀子 役
- 佐々木夫妻の仁義なき戦い第6話（2008年2月24日、TBS） - 松子（紗枝の叔母） 役 ※special thanks
- 正義の味方（2008年、日本テレビ） - 中田春子 役
- 私は一本の木に恋をした（2008年8月30日、福岡放送）
- 文芸社ドラマスペシャル「逆転夫婦の珈琲ワルツ」（2009年2月15日、テレビ朝日） - 光田春子 役
- 上地雄輔ひまわり物語〜家族・親友・彼女…誰も知らない素顔初公開!（2009年3月14日、フジテレビ） - オカン 役
- 金曜プレステージ平岩弓枝・作家50年記念 「嫁の座」（2009年5月29日、フジテレビ） - 鬼島朱美 役[注釈 16]
- 東京DOGS（2009年、フジテレビ） - 高倉京子 役 ※特別出演
- 筆談ホステス〜母と娘、愛と感動の25年。届け!わたしの心〜（2010年1月10日、毎日放送） - 斉藤恵美子 役[注釈 17]
- てのひらのメモ（2010年10月23日、NHK） - 折川福実 役[注釈 18]

### 映画
- 土佐の一本釣り（1980年） - 八千代 役
- ひめゆりの塔（1982年） - 嘉浦春子 役
- 次郎長青春篇 つっぱり清水港（1982年） - 志乃 役
- 真夜中のボクサー（1983年） - 文 役
- 夢千代日記（1985年） - 紅（くれない）役
- おれは男だ! 完結編（1987年）
- 黒い雨（1989年） - 主演・高丸矢須子 役※カンヌ国際映画祭高等技術委員会賞受賞作品、日本アカデミー賞最優秀主演女優賞受賞
- ゴジラシリーズ
  - ゴジラvsビオランテ（1989年） - 大河内明日香 役[3][4]
  - ゴジラvsモスラ（1992年） - 深沢真由美 役[4]
- お墓と離婚（1993年） - 石野厚子 役
- さくら（1994年） - 佐藤千加子 役
- サラリーマン専科（1995年） - 石橋ふみ子 役
- サラリーマン専科 単身赴任（1996年） - 石橋ふみ子 役
- 友情 Friendship（1998年）
- 鉄道員（ぽっぽや）（1999年） - 杉浦明子 役
- 稚内発 学び座 ソーランの歌が聞こえる（1999年）
- リング0 バースデイ（2000年） - 宮地彰子 役
- 鏡の女たち（2003年） - 尾上正子 役※カンヌ国際映画祭特別招待作品
- 夢 追いかけて（2003年）
- 草の乱（2004年） - 高浜ミキ 役
- インストール（2004年） - 野沢毬恵 役
- 深紅（2005年） - 斎藤佳代 役
- ありがとう（2006年） - 古市千賀代 役
- 奇跡の海（2006年）
- 0からの風（2007年） - 主演・茂木圭子 役
- 親父（2007年） - 沼田敏子 役
- スマイル 聖夜の奇跡（2007年） - 猪谷幸枝 役
- 田中徳三監督 少年河内音頭取り物語（2007年） - 早代 役※短編映画
- 明日への遺言（2008年） - 水谷愛子 役

### 劇場アニメ
- ブレイブ ストーリー（2006年） - 三谷邦子 役[53]

### CM
- 兵庫県手延素麺協同組合「揖保乃糸」※1992年から19年にわたり起用された。
- 田辺製薬（現：田辺三菱製薬）「ユーナス」
- エバラ食品工業「和風焼肉のたれ さわやか」
- 日清製粉「パスタソース」「マカロニグラタン」「マ・マー 早ゆでスパゲティPRONT」
- メガネの愛眼
- 郵政省（現：日本郵便）「かもめ～る」（キャンディーズ時代にも出演経験あり）
- 日立製作所「家具調こたつ 木造り」「電子コントロールカーペット」
- 山発産業（現：シュワルツコフヘンケル）「フェミニン スピーディーカラー」
- JEWELRY ツツミ
- 花王「ビオレU」
- LION「ソフランC」「休足時間」
- サントリー「ナマ樽」「モルツ」
- 創建 外断熱の家、住宅「Kurumu」
- 衛星放送協会（飲酒運転撲滅キャンペーン）
- ミツカン「おむすび山」
- NTT Docomo『Answer「たいやき」篇（家族無料）』
- 三幸製菓『三幸劇場・三つの幸せ物語』
- ヘキサプロセス『医療用かつら』
- 佐藤製薬「パスタロンクリームL」

### 舞台
- 屋根の上のバイオリン弾き（1986年） - チャヴァ 役

### その他
- 欽ちゃんのどこまでやるの!?（1980年、テレビ朝日）※セミレギュラー出演[54]
- 第42回NHK紅白歌合戦（1991年12月31日、NHK総合・ラジオ第1） - 審査員
- 森のささやき（2009年 - 2011年、フジテレビ） - ナレーション
- ワイド!スクランブル（2008年6月18日、テレビ朝日）[54]
- 世界一美しい散歩道～ニュージーランド・ミルフォ-ドトラック（2000年、NHK総合）出演 [55]

## ディスコグラフィ

### シングル
| #            | 発売日          | A/B面      | タイトル                  | 作詞       | 作曲       | 編曲       | 規格品番   |
| Invitation   | Invitation      | Invitation | Invitation                | Invitation | Invitation | Invitation | Invitation |
| ------------ | --------------- | ---------- | ------------------------- | ---------- | ---------- | ---------- | ---------- |
| 1            | 1984年 1月21日  | A面        | カボシャール              | 与詞古     | 斎藤ノブ   | AKAGUY     | VIHX-1625  |
| 1            | 1984年 1月21日  | B面        | 恋に揺れて                | 伊達歩     | 梅垣達志   | 馬飼野康二 | VIHX-1625  |
| 徳間ジャパン |                 |            |                           |            |            |            |            |
| 2            | 1989年 10月25日 | 01         | 二枚目酒 (居酒屋パートII) | 阿久悠     | 大野克夫   | 桜庭伸幸   | 12NT-158   |

## 田中を演じた女優
- サエコ - 「ザ・ヒットパレード〜芸能界を変えた男・渡辺晋物語〜」（2006年5月、フジテレビ系）